# ذراع مكيمدة (حالمين)

تعديل مصدري - تعديل

ذراع مكيمدة هي إحدى قرى عزلة حبيل الريدة بمديرية حالمين التابعة لمحافظة لحج، بلغ تعداد سكانها 47 نسمة حسب تعداد اليمن لعام 2004.